# 飯田舞
飯田 舞（いいだ まい、1984年6月19日 - ）は、ライブやイベントへの出演を主として、関東エリアを中心に活動する、日本のシンガーソングライター。神奈川県茅ヶ崎市出身。身長150cm、血液型O型。

## 概要
自分の短所も長所もマイペース。
好物は『チョコレート』、『ビール』、『チーズ』、『明太子』、『コーヒー』。嫌いな食べ物は『ピーマン』、『パクチー』、『セロリ』など。
所属するUSPの繋がりで、アイレムソフトウェアエンジニアリングのゲームソフトの主題歌・挿入歌を歌うことが多かった。
アイレムのゲーム開発部門のスタッフの独立後は音楽レーベル「Granzella Music」に名を連ねてグランゼーラのゲームソフト、企業CM、エイプリルフールイベントなどの主題歌・挿入歌を担当する。

## 音楽
自身による作詞・作曲のレパートリーをピアノ、またはキーボードで弾き語るソロ演奏が中心。
- 出演スタイル
  - ライブハウス
    - 主に四谷天窓.comfort（高田馬場）、恵比寿天窓.switch（恵比寿）、赤坂GRAFFITI（赤坂）、江古田マーキー（江古田）で対バン形式でのピアノソロまたはPercussionのサポートとともに行う。
    - 会場によっては、Bass、A.Guitar、E.Guitarなどのサポートを招いてバンド形式。

  - ランチ/ディナーライブ
    - 新宿ナビカフェ（新宿）、そば処朝日屋（武蔵小杉）などでもライブを行うことがある。料金は食事代が含まれている場合、食事代とミュージックチャージが別と形態は様々。

  - 路上ライブ・イベントライブ
    - ミューザ川崎ゲートプラザ（川崎）、CROSS STREET（伊勢佐木町）、MrMax湘南藤沢ショッピングセンター（藤沢）、Olympic平塚店（平塚）などのフリーのライブスペース。
    - 料金は無料だが、CROSS STREETは2011年3月11日に発生した東日本大震災への100円以上の義援金が必要（2011年6月現在）。

  - インターネットラジオ・ライブ配信
    - USPが運営するメタファイル形式のインターネットラジオJAM STATION内の番組『Musicパルコール』（毎月10日と25日の月2回更新）にてMCを勤める（2015年7月25日最終回）。
    - Ustreamを用いたストリーミング動画配信番組『茅ヶ崎TV』（毎週月曜22時よりO.A.）にも不定期に参加。

## 略歴・主な活動
- 短大を卒業後、シンガーソングライターとして活動開始。
- 2005年4月、ユニット「afternoon tea」結成。
- 同年11月、ソロ活動開始。

- 2006年9月、自主制作ミニアルバム『ネガイゴト』発売。
- 同年10月、PS2用ゲームソフト『パチパラ13～スーパー海とパチプロ風雲録～』の主題歌として『花』、挿入歌に『深呼吸』『明日へ』が採用。

- 2007年7月、PS2用ゲームソフト『パチパラ14～風と雲とスーパー海ＩＮ沖縄～』に『花』『深呼吸』『明日へ』が採用。
- 同年10月、tvk『みんなが出るテレビ』の「YOKOHAMA MUSIC POWER」でマンスリー・アーティストとして4回に渡り紹介される。12月、 tvk『みんなが出るテレビ』クリスマス・スペシャルに出演。

- 2008年3月、インターネットラジオJAM STATION ch.2「JAMあまみ処」配信スタート。初のシングルCD「手紙」を発売。5月、PSP用ゲームソフト「いくぜっ！源さん～夕焼け大工物語～」のエンディング曲に「Color」が採用。6月19日 誕生日にミニアルバム「Baby」を発売。7月 単独路上ライブを開始。8月 大阪生國魂神社境内にて行われた24時間テレビ 「愛は地球を救う」連動チャリティーイベントライブに出演。10月9日～12日 東京ゲームショウ2008のアイレムブースにて「絶体絶命都市3ストリートライブ」を行う。11月 インターネットラジオJAM STATION ch.2にて「Musicパルコール」配信スタート。11月13日 PSPのゲームソフト「戦国絵札遊戯 不如帰 -HOTOTOGISU- 乱」のエンディング主題歌に「翼」が使われる。

- 2009年3月、Kawasaki Street Music BattleIII vol.5に出演。特別賞を受賞し、Kawasaki Street Music BattleIII 2nd stage.vol2 in セルビアンナイトに進出。4月 PSPのゲームソフト「絶体絶命都市3 -壊れゆく街と彼女の歌-」の主題歌「キミの隣りで…」、挿入歌に「忘れない」が使われる。4月23日 アイレムミュージックよりアイレムテーマ曲コレクション「キミの隣りで…」を発売。5月 恵比寿天窓.switchにて初のワンマンライブを開催。6月 Kawasaki Street Music BattleIII 2nd stage.vol2 in セルビアンナイトに出演。優秀賞を受賞し、Kawasaki Street Music BattleIII FINALに進出。7月 ワンマンライブ「キミの隣りで…」追加公演。

- 2010年2月、この日の横浜サムズ・アップから飯田舞企画ライブ・シリーズ“同じ空を見上げて”をスタート。それを記念して同日、「飯田舞まいるくらぶカード」を販売開始。4月 恵比寿天窓switchでほぼ1年ぶりのワンマンライブ“同じ空を見上げて”＃2を開催。9月16日～19日 東京ゲームショウ2010のアイレムブースにて「絶体絶命都市4 スペシャルライブ」を行う。11月 秋のツーデイズ・ワンマン“同じ空を見上げて”＃3開催（7日東京公演:恵比寿天窓switch、22日横浜公演:横浜Thumbs Up）。12月 厚木サティ店頭特設ステージにて行われた「厚木グランプリアーティスト2010」にて準グランプリを獲得。

- 2011年3月17日～18日、17日名古屋栄TIGHT ROPE、18日大阪knaveにてほぼ3年ぶりの遠征ライブを開催。8月 あつぎ鮎まつり復興支援ライブに出演。11月29日、30日 イメージ曲と主題歌を担当した東京工芸大学 自主制作映像団体　team.A（チームドットエー）製作映画「TIME DIVER」タイムダイバーが下北沢の北沢タウンホールにて上映された（イメージ曲「trick」、主題歌「会いたい」）。

- 2012年3月、1年半ぶりのワンマンライブ企画“同じ空を見上げて”＃4 横浜・東京ツーデイズ＋1を開催。横浜Thumbs Upにてワンマン横浜公演、10日 恵比寿天窓switchにて昼にスリーマンライブ、夜にワンマン東京公演。4月 （茅ヶ崎）サザンビーチちがさきで行われた湘南祭のメインステージに出演。 6月17日 3年ぶりの新作CD、ミニアルバム「約束の日」とシングルCD「trick/会いたい」を同時リリース。

- 2014年6月19日、 2年ぶりの新作CD、Maxiシングル「My feeling」をリリース。
- 2015年6月20日、活動休止を発表。

- 2016年9月25日、赤坂GRAFFITIでワンマンライブを開催。10月3日 4thシングルCD「Start〜ここから始まる〜」をリリース。
- 2017年10月19日、PS4ゲームソフト「巨影都市」の挿入歌、エンディングテーマが収録されたCD、ミニアルバム「ふたりの空」を発売。
- 2019年6月23日、茅ヶ崎市民文化会館にて、初のホールワンマンライブを開催。飯田舞Birthday Live「同じ空を見上げて～光の待つ場所へ～」協賛：株式会社グランゼーラ。大成功に終わる。

## ディスコグラフィ

### 音楽ダウンロード・音楽配信のみ
- 配信会社：アニメうた王国フル
  - シングル：『約束の日』収録曲：「約束の日」
- 配信会社：mero.jpうたフルアニメ
  - アルバム：『約束の日』収録曲：「約束の日」、「君は君のままで」、「夕立ち」、「ただいま」、「涙のかわりに」
- 配信会社：Granzella Music（実際の配信はAmazon Music他24社）
  - シングル：「手のひら」（2015年11月10日発売、（株）グランゼーラ企業CM曲・2014年エイプリルフールイベントエンディング曲）
- 配信会社：Granzella Music
  - シングル：「ふたりの空」（2017年7月7日発売、PlayStation 4「巨影都市」挿入歌）
  - シングル：「あの花が散る前に」（2023年3月20日発売、PlayStation 5「R-TYPE FINAL 3 EVOLVED」エンディングテーマ）[1]